# Hipótesis Goldie–Coldman
La hipótesis de Goldie-Coldman dicta que la probabilidad de que un determinado tumor albergue células resistentes a fármacos en el momento del diagnóstico está en función del tamaño del tumor y de la frecuencia de la mutación. Esta hipótesis, propuesta por Andrew J. Coldman y James H. Goldie, para la aplicación eficaz de la quimioterapia contra el cáncer se basa en la premisa de que usar una combinación alternada de fármacos de reactividad no cruzada previene la aparición de una enfermedad resistente.
La capacidad de las células u organismos para resistir el tratamiento con combinaciones de fármacos estructuralmente no relacionados se conoce como resistencia a múltiples fármacos (RMF) o resistencia a multidrogas. Esta resistencia es un problema clínico insidioso en el tratamiento del cáncer y las enfermedades infecciosas. El hecho de que la RMF se observe con frecuencia parece estar en desacuerdo con el principio fundamental de que el uso de una combinación de fármacos no relacionados debería ir en contra del surgimiento de una enfermedad resistente.
Sin embargo, la hipótesis de Goldie-Coldman se basa en la suposición de que una enfermedad resistente a los medicamentos surge espontáneamente a una tasa de mutación dada, por ejemplo, 10-7 por célula por generación y que la resistencia a dos fármacos no relacionados en la misma célula requeriría dos eventos mutacionales independientes generados con una frecuencia dependiente del producto de las dos tasas, por ejemplo, 10-14. Por lo tanto, es lógico pensar que la probabilidad de resistencia a tres o más fármacos independientes sería cada vez menor y, por lo general, no debería encontrarse. Este principio parece aplicarse en el uso de antibióticos en el tratamiento de enfermedades bacterianas.
Una de las consecuencias teóricas de la hipótesis de Goldie y Coldman es que si no pueden utilizarse varias drogas a la vez por la superposición de toxicidades, entonces deben utilizarse de forma alternante.